# 深澤忠孝
深澤忠孝（深沢忠孝、ふかざわ ただたか、1934年〈昭和9年〉 - ）は、福島県出身の日本の詩人。

## 略歴
福島県岩瀬郡白方村今泉（現・須賀川市）生まれ。福島県立須賀川高等学校卒、東京学芸大学を経て、早稲田大学第一文学部国文科卒。教員のあと都職員、都立研究所員などとなる。のち神奈川大学教授を務め、2005年退任。日本現代詩人会、日本ペンクラブに所属、草野心平研究会（代表）、個人誌「久延毘古」を持つ。

## 著書
- 『熔岩台地 深沢忠孝詩集』思潮社 1968
- 『妣の国 深沢忠孝詩集』地球社 1974
- 『詩人草野心平の世界 その道程と風土』 (ふくしま文庫)福島中央テレビ 1978
- 『深沢忠孝詩集』日本現代詩人叢書 芸風書院 1982
- 『草野心平研究序説』教育出版センター 1984
- 『南海の列島弧異聞』思潮社 2010
- 『茶道 (さどう) 史異聞』思潮社 2011

### 共編著
- 『現代の文章 「生きた文章」を書くために』小海永二共著 有精堂出版 1981
- 『田中冬二全集 第3巻 磯村英樹・畠中哲夫・堀内幸枝共編集・校訂 筑摩書房 1984-85